# ボーナススピンシリーズの作品一覧
ボーナススピンシリーズの作品は7つある。
- シグマ
  - ボーナススピンジョーカーズダブル
  - ボーナススピンジョーカーズワイルド
  - ボーナススピンX
  - ボーナススピンZ
- アルゼ
  - ボーナススピンZX
  - ボーナススピンZツインジョーカーズ
  - ボーナススピンA